# Josep Llauger
Josep Llauger formava part d'una nissaga de baixonistes de Canet de Mar del segle xviii. El 1717 va ésser admès en qualitat de baixonista a la capella de música de l'església parroquial de Sant Pere i Sant Pau de Canet de Mar. El 1764, va fer les proves a la plaça de contralt i violinista a la mateixa capella, però qui va aconseguir la plaça fou el seu germà Francesc, el qual l'ocupà fins al 1788.